# قوس مركب
القسي المركبة كانت من بين أجود أنواع القِسِيّ الأسيوية، وكانت تصنع من الخشب كقلب و مقدمة القوس من القرون و ظهر القوس كان يشد بعصب الحيوانات ويغلف بجلد الحيوانات وأحيانا بجلد الثعبان وكانت القسي معكوسة بشدة وقصيرة و يمكن أن تستعمل من على ظهر الخيول وكانت تطلق السهام الخفيفة نسبيا بسرعات عالية و لمسافات مدهشة.
استعملت القسي المركبة في أرجاء أسيا من كوريا حتى سواحل الأطلسي في أوروبا وشمال أفريقيا و جنوبا في شبه الجزيرة العربية والهند.

## مميزات القوس المركب
تكمن أفضلية القوس المركب عن القوس البسيط (من قطعة خشب واحدة) في جمعه بين الحجم الصغير و القوة الكبيرة وهي بذلك أكثر ملائمة للرماة من على ظهر الخيل، كما أنها غالبا ما تطلق السهام لمدى أطول من القوس البسيط، من جهة أخرى فإن صنع قوس مركب أكثر صعوبة و يحتاج وقتا أطول بكثير من صنع القوس البسيط.